# Libice nad Cidlinou
Libice nad Cidlinou je obec v okrese Nymburk ve Středočeském kraji. Leží pět kilometrů jihovýchodně od Poděbrad. Žije zde přibližně 1 200 obyvatel a její katastrální území měří 999 hektarů.

## Historie
Katastr obce byl osídlen již v době bronzové, což dokládají archeologické nálezy. Od konce 8. století se na území obce nacházelo slovanské blatné hradiště. Bylo vybudováno ve strategicky výhodné poloze při soutoku Cidliny s Labem, kde bylo obklopeno lužními lesy. Jejich zbytky dnes chrání národní přírodní rezervace Libický luh.
V první polovině 10. století zde bylo hradiště, za bojů Čechů se Zličany bylo poškozeno, ale po polovině 10. století nastal rozvoj celého hradiště, jenž byl spojen se jménem knížete Slavníka, zakladatele rodu Slavníkovců. První písemná zmínka o Libici pochází z Kosmovy Kroniky české a vztahuje se k úmrtí knížete Slavníka v roce 981. Podle legend se v Libici narodil druhý pražský biskup svatý Vojtěch. Na Libici bylo sídlo jeho bratra Soběslava, který začal vést samostatnou zahraniční politiku a dostal se do sporu[zdroj⁠?!] s Přemyslovci, kteří v roce 995 využili jeho nepřítomnosti, dobyli libické hradiště a vyvraždili přítomné členy rodu Slavníkovců. Libické hradiště se stalo jedním z center přemyslovské hradské správy, připomíná se ještě v roce 1108, kdy zde byli na rozkaz knížete Svatopluka vyvražděni Vršovci, a v roce 1130 se ještě připomíná jako centrum hradské správy. Poté bylo hradiště opuštěno a Libice se stala pouhou poddanskou vsí patřící klášteru svatému Jiří v Praze.
V obci Libice nad Cidlinou (1504 obyvatel, poštovní úřad, telegrafní úřad, telefonní úřad, četnická stanice, katolický kostel, evangelický kostel) byly v roce 1932 evidovány tyto živnosti a obchody: lékař, biograf Sokol, 3 výrobny cementového zboží, cihelna, cukrář, cukrovar Wiesner, 3 obchody s cukrovinkami, časopis Praktický život, výroba čepic, výroba čerpadel, elektroinstalace, 2 holiči, rolnické družstvo, 6 hostinců, továrna na cikorku, klempíř, 3 klempíři, malíř, továrna na napajedla, obchod s obuví Baťa, 2 obuvníci, 2 pekaři, obchod s lahvovým pivem, pletárna, pohřební ústav, 12 rolníků, řezbář, 2 řezníci, sedlář, 7 obchodů se smíšeným zbožím, spořitelní a záložní spolek Libici nad Cidlinou, stavební družstvo, stavitel, obchod se střižním zbožím, 2 švadleny, 2 trafiky, 5 truhlářů, továrna na hospodářské vozy, zednický mistr.

## Obyvatelstvo
| Rok            | 1869 | 1880 | 1890 | 1900 | 1910  | 1921  | 1930  | 1950  | 1961  | 1970  | 1980  | 1991  | 2001  | 2011  | 2021  |
| -------------- | ---- | ---- | ---- | ---- | ----- | ----- | ----- | ----- | ----- | ----- | ----- | ----- | ----- | ----- | ----- |
| Počet obyvatel | 657  | 824  | 842  | 953  | 1 081 | 1 136 | 1 239 | 1 237 | 1 500 | 1 419 | 1 390 | 1 313 | 1 294 | 1 310 | 1 190 |
| Počet domů     | 90   | 117  | 132  | 152  | 176   | 191   | 275   | 341   | 362   | 362   | 390   | 443   | 465   | 474   | 495   |

## Obecní správa

### Územněsprávní začlenění
Dějiny územněsprávního začleňování zahrnují období od roku 1850 do současnosti. V chronologickém přehledu je uvedena územně administrativní příslušnost obce v roce, kdy ke změně došlo:
- 1850 země česká, kraj Jičín, politický i soudní okres Poděbrady[7]
- 1855 země česká, kraj Čáslav, soudní okres Poděbrady
- 1868 země česká, politický i soudní okres Poděbrady
- 1939 země česká, Oberlandrat Kolín, politický i soudní okres Poděbrady[8]
- 1942 země česká, Oberlandrat Hradec Králové, politický okres Nymburk, soudní okres Poděbrady[9]
- 1945 země česká, správní i soudní okres Poděbrady[10]
- 1949 Pražský kraj, okres Poděbrady[11]
- 1960 Středočeský kraj, okres Nymburk
- 2003 Středočeský kraj, okres Nymburk, obec s rozšířenou působností Poděbrady

### Obecní symboly
Znak a vlajka byly obci uděleny rozhodnutím předsedy Poslanecké sněmovny Parlamentu České republiky dne 12. dubna 1994.

## Doprava
Dopravní síť
- Pozemní komunikace – Územím obce prochází dálnice D11 s exitem 42 (Poděbrady-východ). Sjezdem z dálnice začínají silnice I/32 Libice nad Cidlinou - Jičín a silnice II/125 Libice nad Cidlinou - Kolín - Uhlířské Janovice - Vlašim.

- Železnice – Obec protíná železniční Trať 231 Praha - Čelákovice - Lysá nad Labem - Nymburk - Poděbrady - Kolín. Je to dvoukolejná elektrizovaná celostátní trať zařazená do evropského železničního systému, doprava byla mezi Kolínem a Nymburkem zahájena roku 1870.

Veřejná doprava 2011
- Autobusová doprava – V obci měly zastávku autobusové linky Kolín-Libice nad Cidlinou (v pracovní dny 2 spoje), Nymburk-Poděbrady-Kolín (v pracovní dny 1 spoj), Poděbrady-Žehuň-Hradčany (v pracovní dny 5 spojů) a Poděbrady-Opolany (v pracovní dny 2 spoje) (dopravce Okresní autobusová doprava Kolín, s. r. o.).

- Železniční doprava – Po trati 231 vedla linka S2 Praha - Lysá nad Labem - Kolín v rámci pražského systému Esko. Železniční stanici Libice nad Cidlinou jezdilo v pracovní dny 24 osobních vlaků, o víkendu 20 osobních vlaků. Rychlíky stanici projížděly.

## Kultura

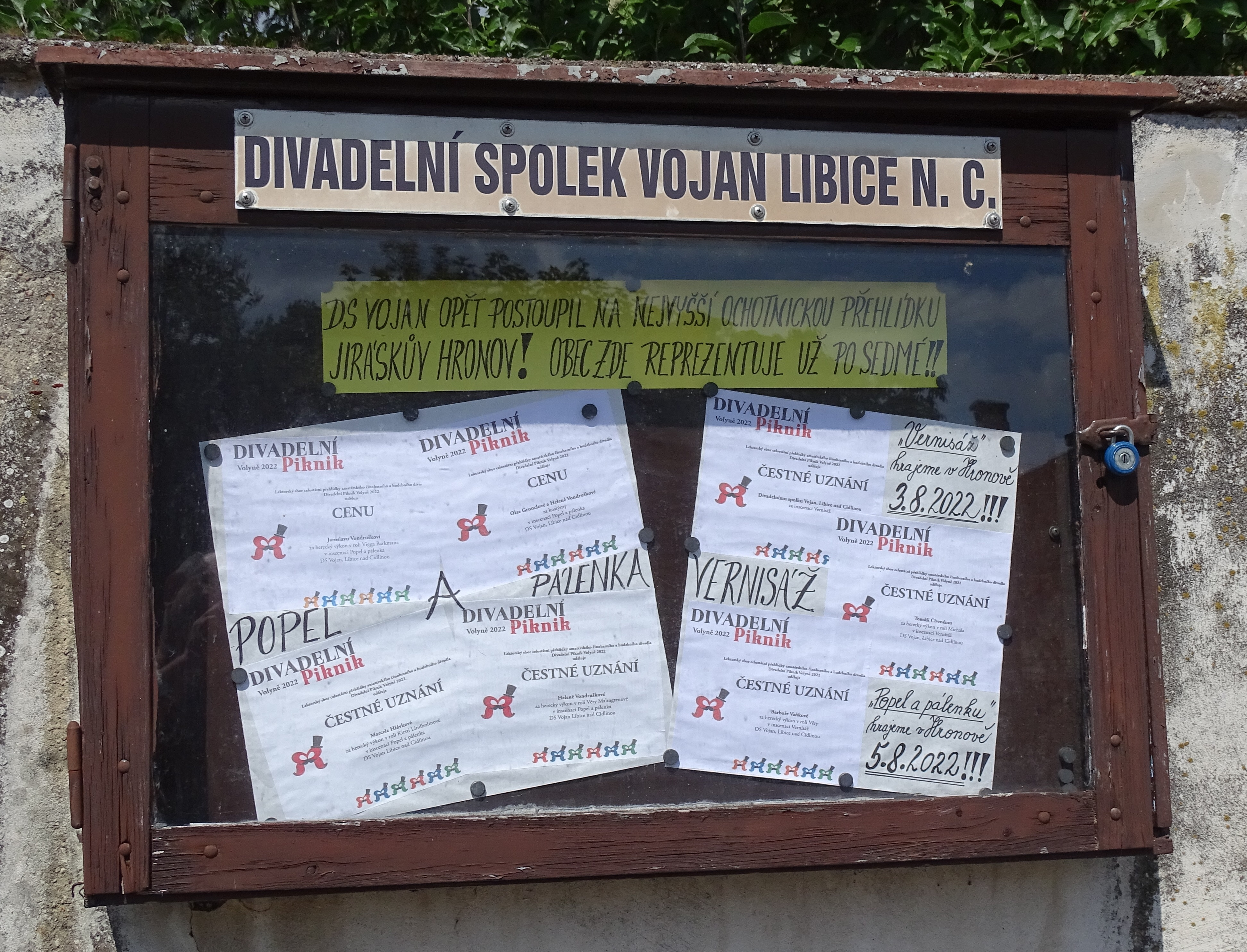
Divadelní spolek Vojan

- Divadelní spolek VojanDivadelní spolek Vojan Libice nad Cidlinou

## Pamětihodnosti
- Na místě bývalého hradiště se nachází památník slavníkovského hradiště se základy paláce a kostela z poloviny 10. století, rekonstruovanými na základě výzkumů Rudolfa Turka[13] a nově osazeným sousoším svatého Vojtěcha a Radima.
- Kostel svatého Vojtěcha, jenž byl původně zasvěcen svatému Jiří. I jeho původ kladou mnozí badatelé do dob slavníkovských. Do dnešní doby se dochoval v goticko-empírové podobě.
- Evangelický kostel

## Galerie

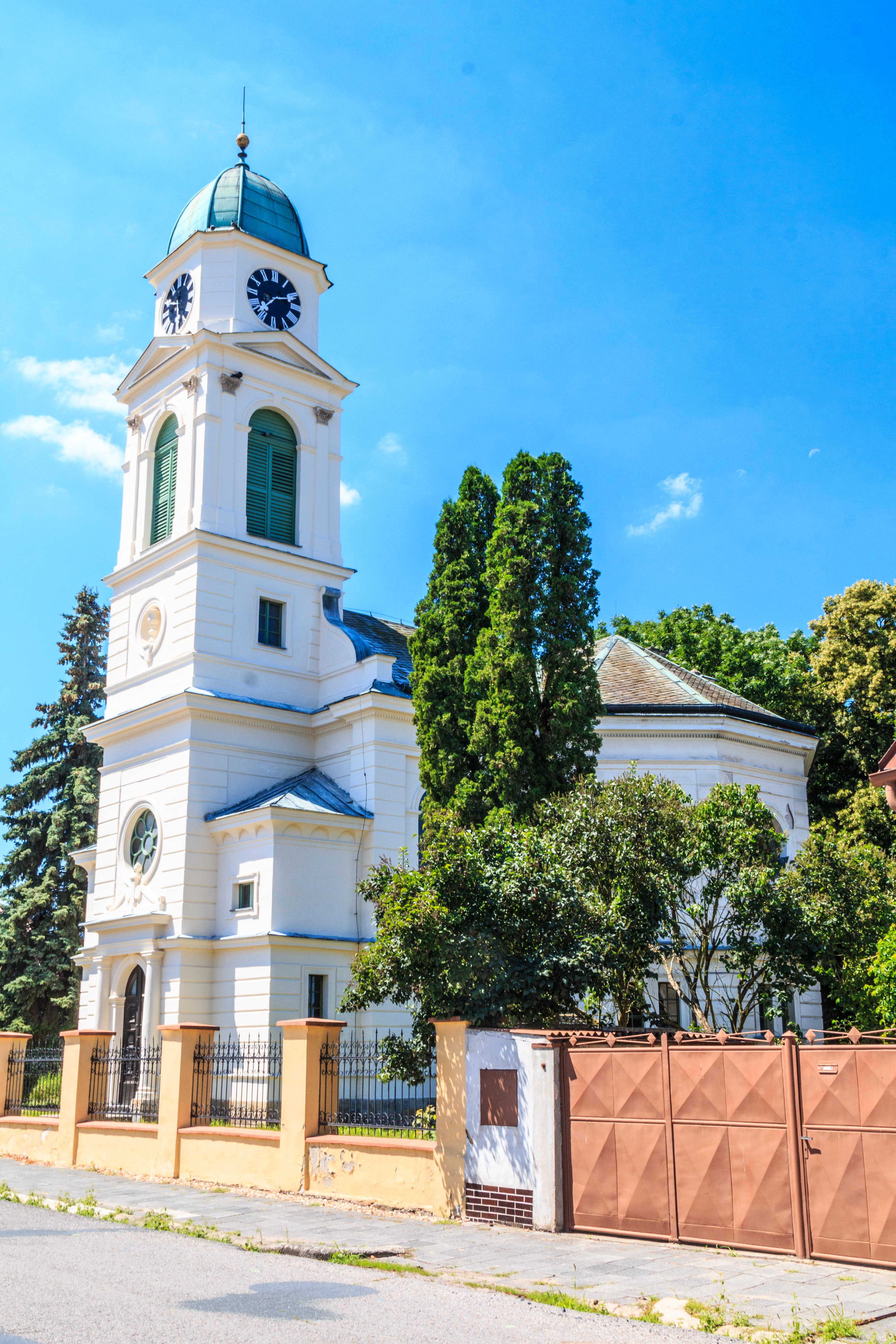
Evangelický kostel v Libici nad Cidlinou
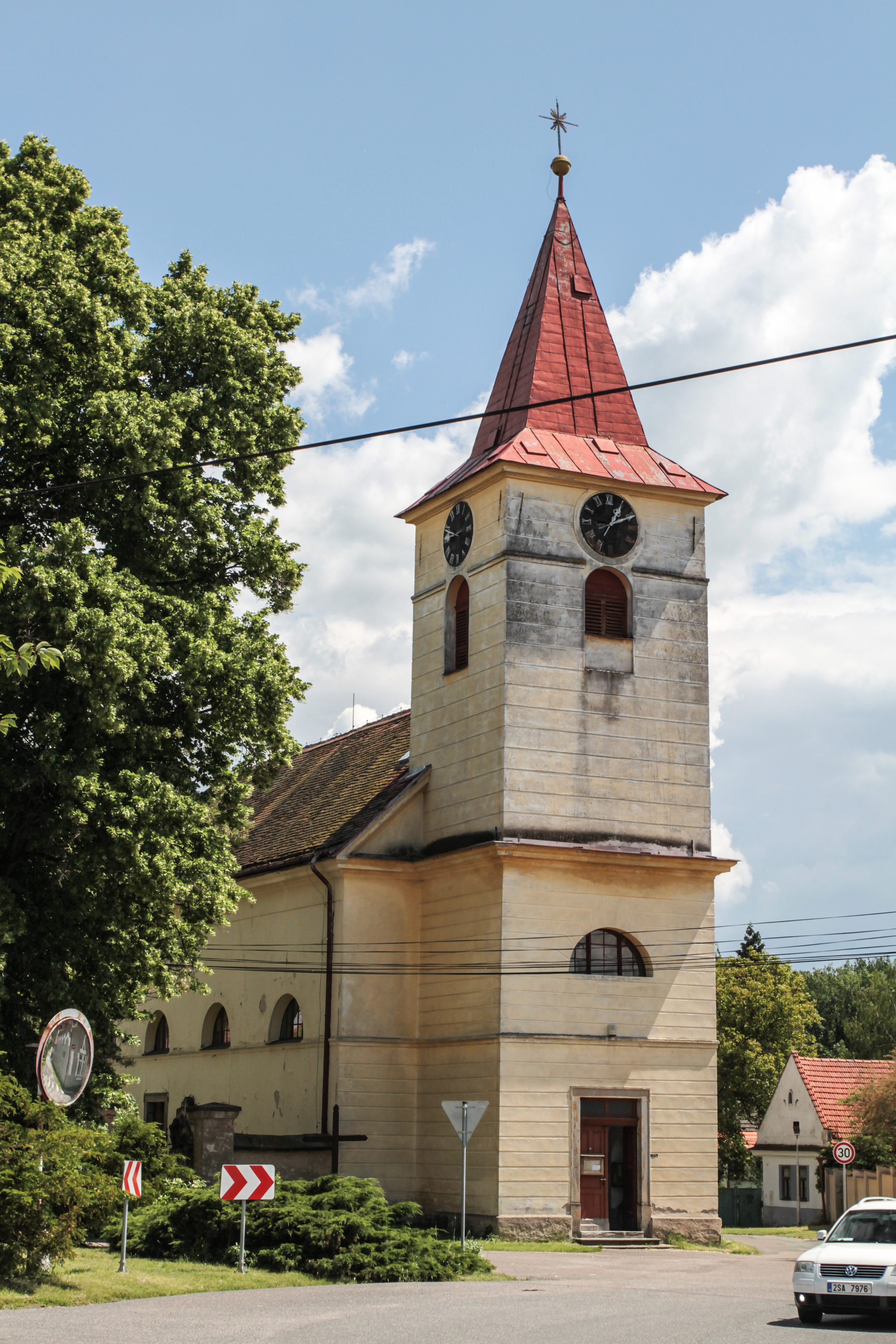
Katolický kostel v Libici nad Cidlinou
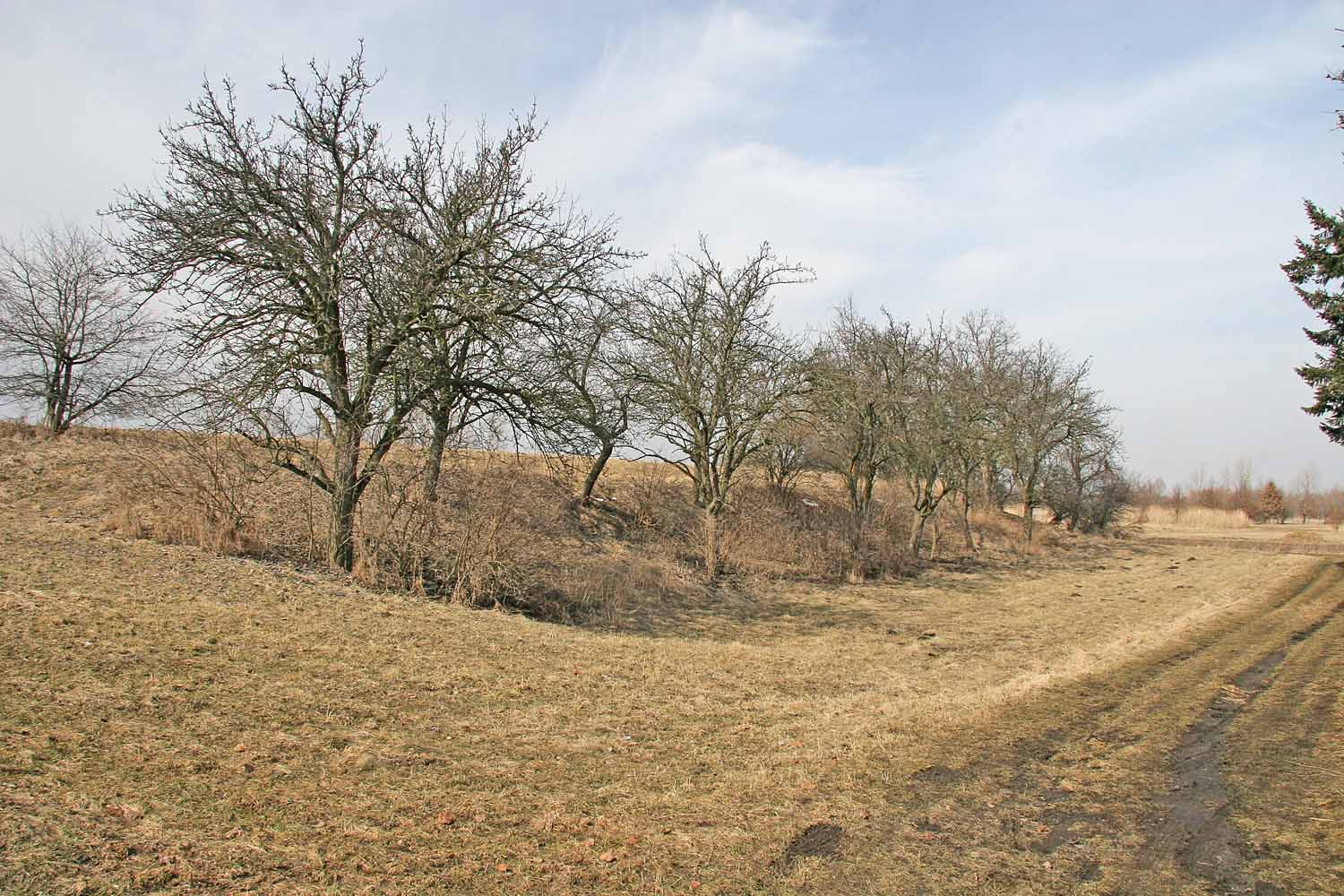
Příkop u hradiště v Libici nad Cidlinou
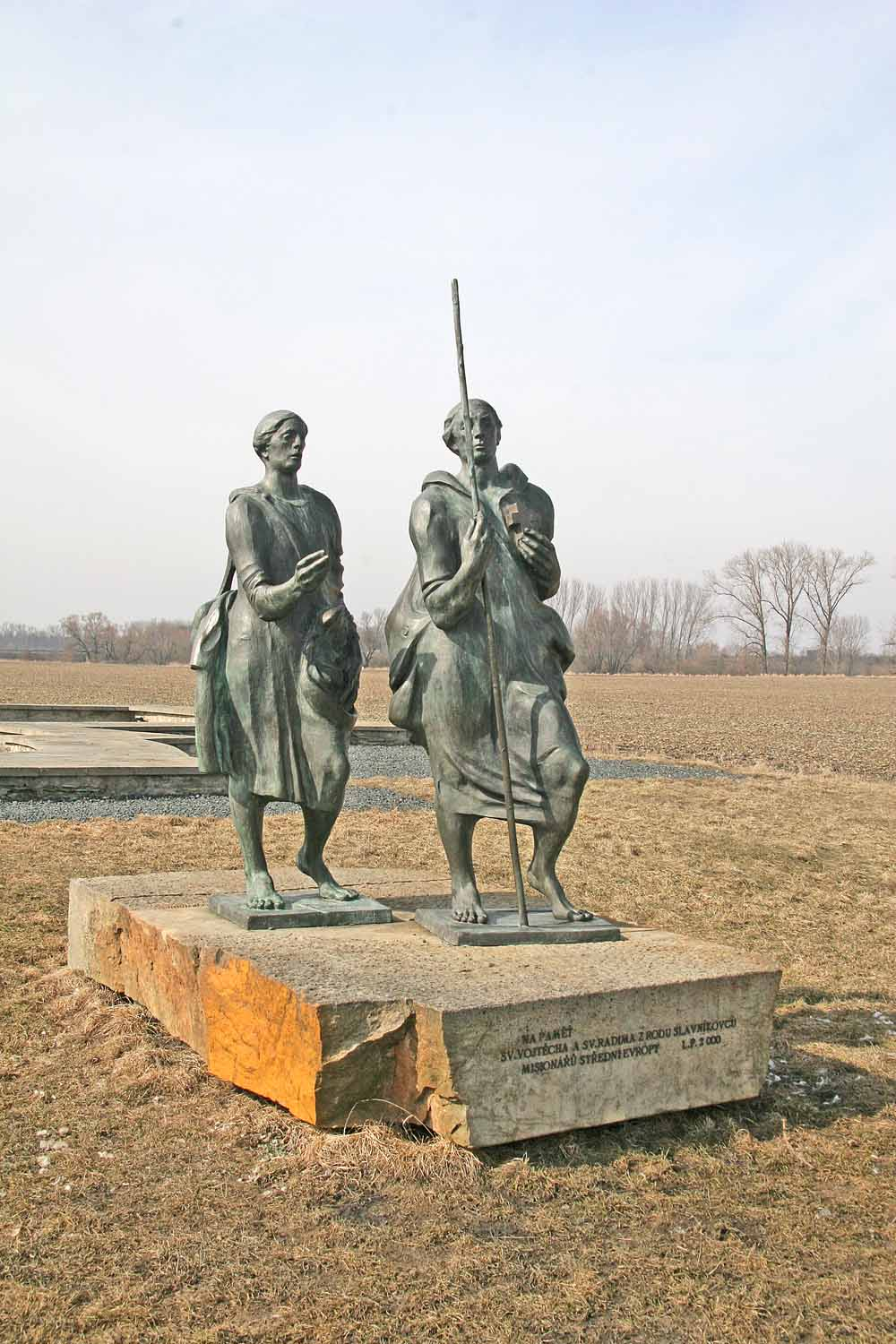
Sousoší Svatého Vojtěcha a Radima v Libici nad Cidlinou (autor Vojtěch Adamec)
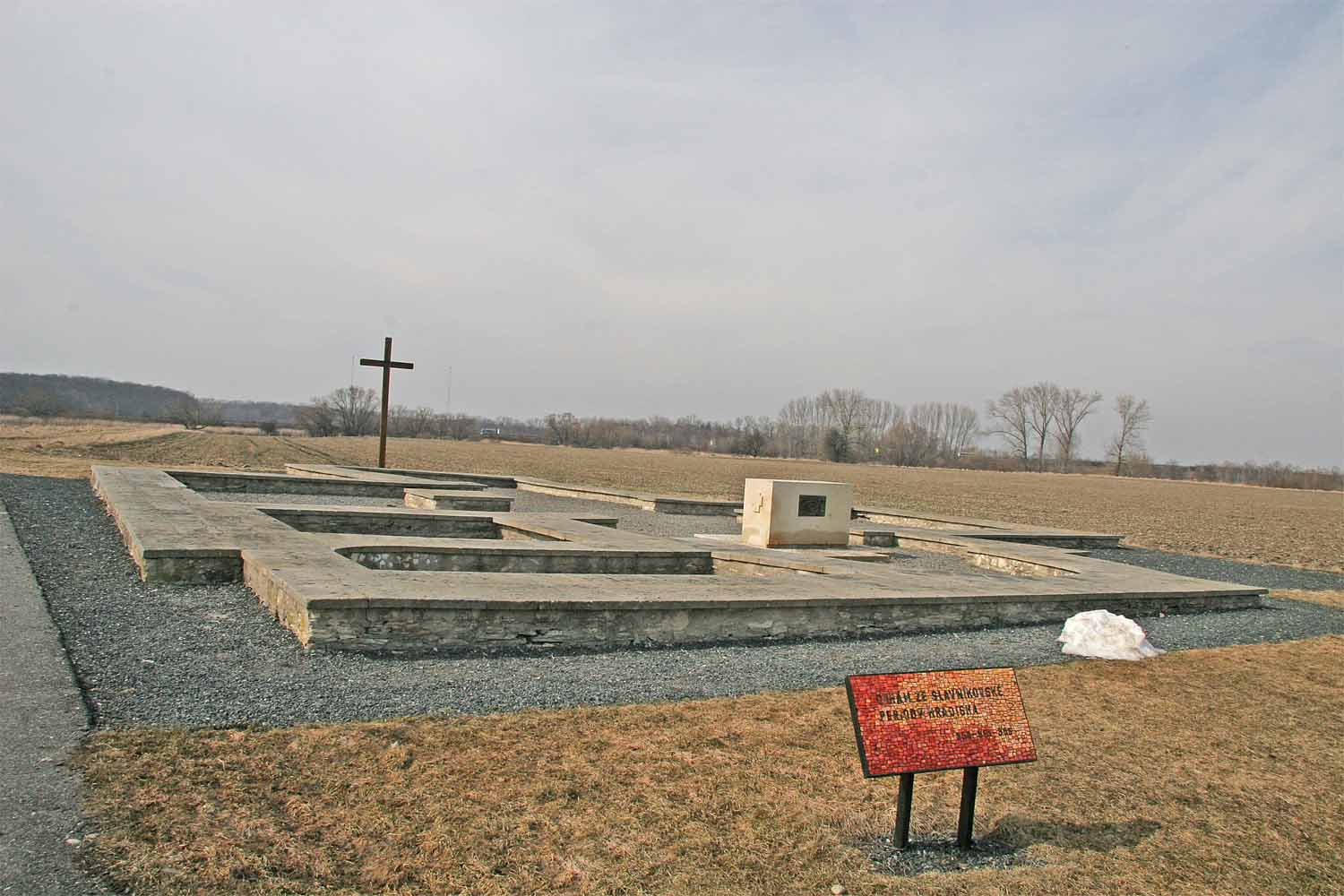
základy slavníkovského kostela v areálu hradiště v Libici nad Cidlinou
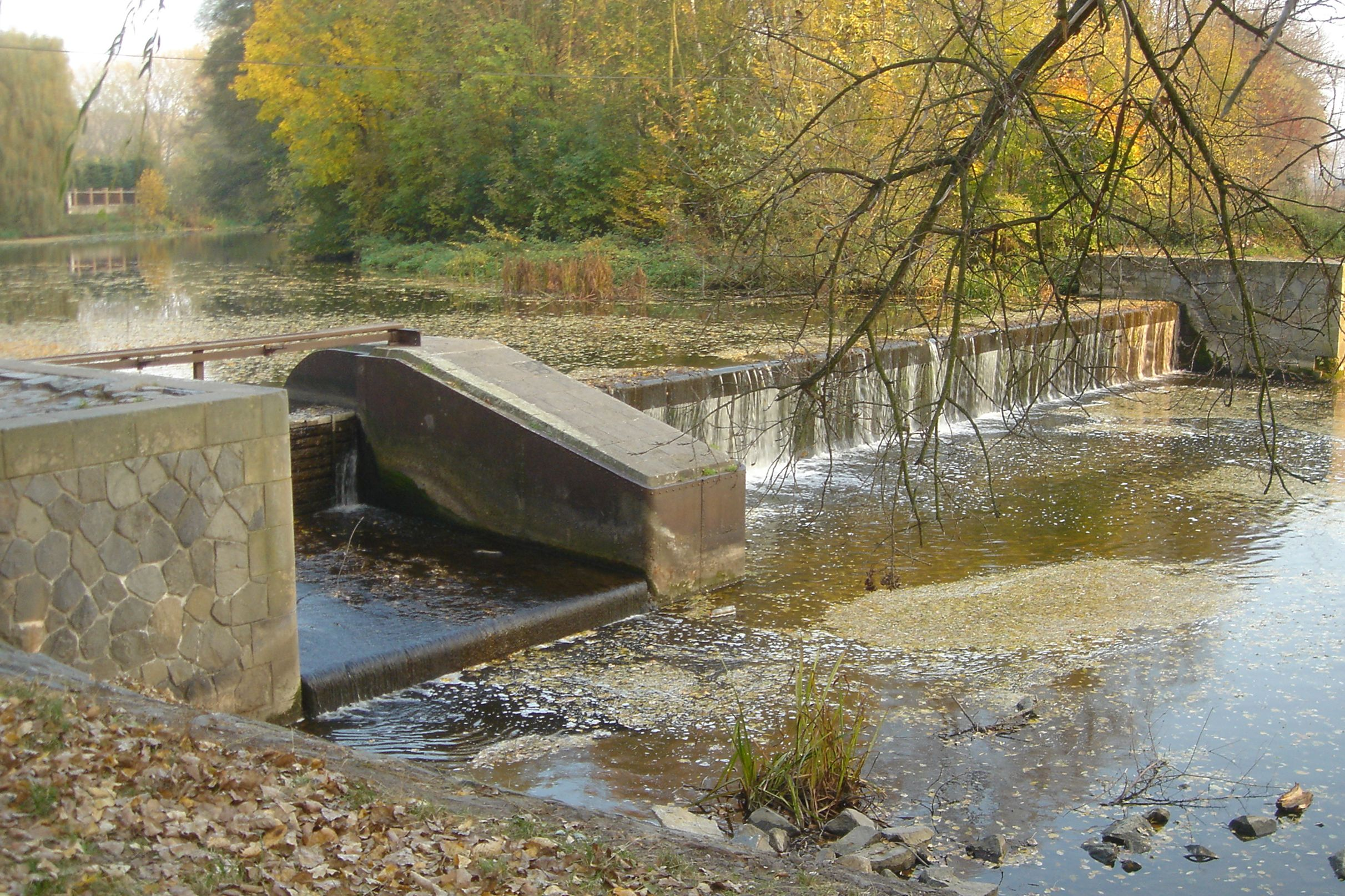
Jez na Cidlině v obci